# Good Days J-フォーク&ポップス 70's
『Good Days Jフォーク&ポップス 70's』は、BMG JAPANが2003年に通販限定で発売した、フォーク・ニューミュージックのコンピレーション・アルバムである。

## 収録曲[1]

### DISC1
音源・製造：東芝EMI株式会社
| 曲順 | タイトル                                                                                    | アーティスト                     | ジャンル           |
| ---- | ------------------------------------------------------------------------------------------- | -------------------------------- | ------------------ |
| 1    | あの素晴しい愛をもう一度 （作詞：北山修／作曲：加藤和彦） （発売日：1971年4月5日）          | 加藤和彦＆北山修                 | フォーク・ロック   |
| 2    | 風 （作詞：北山修／作曲：はしだのりひこ） （発売日：1969年1月10日）                         | はしだのりひこ＆シューベルツ     | フォーク           |
| 3    | 花嫁 （作詞：北山修／作曲：はしだのりひこ・坂庭省悟） （発売日：1971年1月10日）             | はしだのりひこ＆クライマックス   | フォーク・ロック   |
| 4    | 空よ （作詞・作曲：難波寛臣） （発売日：1970年3月25日）                                     | トワ・エ・モワ                   | フォーク           |
| 5    | 戦争を知らない子供たち （作詞：北山修／作曲：杉田二郎） （発売日：1971年2月5日）            | ジローズ                         | フォーク・ロック   |
| 6    | 心の旅 （作詞・作曲：財津和夫） （発売日：1973年4月20日）                                   | チューリップ                     | ニューミュージック |
| 7    | サボテンの花 （作詞・作曲：財津和夫） （発売日：1975年2月5日）                              | チューリップ                     | ニューミュージック |
| 8    | 港のヨーコ・ヨコハマ・ヨコスカ （作詞：阿木燿子／作曲：宇崎竜童） （発売日：1975年4月20日） | ダウン・タウン・ブギウギ・バンド | ロック             |
| 9    | 今はもうだれも （作詞・作曲：佐竹俊郎） （発売日：1975年9月5日）                            | アリス                           | ニューミュージック |
| 10   | 冬の稲妻 （作詞：谷村新司／作曲：堀内孝雄） （発売日：1977年10月5日）                       | アリス                           | ニューミュージック |
| 11   | チャンピオン （作詞・作曲：谷村新司） （発売日：1978年12月5日）                             | アリス                           | ニューミュージック |
| 12   | HERO（ヒーローになる時、それは今） （作詞・作曲：甲斐よしひろ） （発売日：1978年12月20日）  | 甲斐バンド                       | ニューミュージック |
| 13   | 安奈 （作詞・作曲：甲斐よしひろ） （発売日：1979年10月5日）                                 | 甲斐バンド                       | ニューミュージック |
| 14   | ルビーの指環 （作詞：松本隆／作曲：寺尾聰） （発売日：1981年2月5日）                        | 寺尾聰                           | ニューミュージック |
| 15   | 或る日突然 （作詞：山上路夫／作曲：村井邦彦） （発売日：1969年5月10日）                     | トワ・エ・モワ                   | フォーク           |
| 16   | 青春の影 （作詞・作曲：財津和夫） （発売日：1974年6月5日）                                  | チューリップ                     | ニューミュージック |
| 17   | 愛を止めないで （作詞・作曲 : 小田和正） （発売日：1979年1月20日）                          | オフコース                       | ニューミュージック |
| 18   | さよなら （作詞・作曲 : 小田和正） （発売日：1979年12月1日）                                | オフコース                       | ニューミュージック |

### DISC2
音源・製造：株式会社BMG JAPAN（1, 2, 9, 10, 14, 15, 17）
音源提供：日本クラウン株式会社（3～6）、ビクターエンタテインメント株式会社（7, 8, 16）、ワーナーミュージック・ジャパン（11～13）、株式会社プライム・ディレクション（18）
| 曲順 | タイトル                   | アーティスト     | ジャンル |
| ---- | -------------------------- | ---------------- | -------- |
| 1    | 恋人もいないのに           | シモンズ         |          |
| 2    | ひとつぶの涙               | シモンズ         |          |
| 3    | 神田川 (曲)                | かぐや姫         |          |
| 4    | 妹                         | かぐや姫         |          |
| 5    | 22才の別れ                 | 風               |          |
| 6    | なごり雪                   | イルカ           |          |
| 7    | 白いギター                 | チェリッシュ     |          |
| 8    | なのにあなたは京都へゆくの | チェリッシュ     |          |
| 9    | 浅草寺                     | 麻里絵           |          |
| 10   | 木曽は山の中               | 葛城ユキ         |          |
| 11   | あなた                     | 小林明子         |          |
| 12   | 精霊流し (曲)              | グレープ         |          |
| 13   | 無縁坂 (曲)                | グレープ         |          |
| 14   | 終わりのない歌             | 惣領智子         |          |
| 15   | 水鏡                       | 鈴木一平         |          |
| 16   | 東京 (マイ・ペースの曲)    | マイ・ペース     |          |
| 17   | 路面電車                   | シティ・クラフト |          |
| 18   | 遠い世界に                 | 五つの赤い風船   |          |

### DISC3
音源・製造：ユニバーサルミュージック株式会社
| 曲順 | タイトル                             | アーティスト            | ジャンル |
| ---- | ------------------------------------ | ----------------------- | -------- |
| 1    | 心もよう                             | 井上陽水                |          |
| 2    | 夢の中へ                             | 井上陽水                |          |
| 3    | ダンスはうまく踊れない               | 石川セリ                |          |
| 4    | 八月の濡れた砂                       | 石川セリ                |          |
| 5    | シクラメンのかほり                   | 小椋佳                  |          |
| 6    | しおさいの詩                         | 小椋佳                  |          |
| 7    | マリエ                               | ブレッド&バター         |          |
| 8    | ダスティン・ホフマンになれなかったよ | 大塚博堂                |          |
| 9    | フランシーヌの場合                   | 新谷のり子              |          |
| 10   | シルエット・ロマンス                 | 大橋純子                |          |
| 11   | たそがれマイ・ラブ                   | 大橋純子                |          |
| 12   | 大阪で生まれた女                     | BORO                    |          |
| 13   | さらば青春                           | 小椋佳                  |          |
| 14   | セカンド・ラブ (曲)                  | 来生たかお              |          |
| 15   | 夢の途中 (来生たかおの曲)            | 来生たかお              |          |
| 16   | ウィスキーの小瓶                     | みなみらんぼう          |          |
| 17   | 花〜すべての人の心に花を〜           | 喜納昌吉&チャンプルーズ |          |
| 18   | ひとり寝の子守歌                     | 加藤登紀子              |          |

### DISC4
音源・製造：コロムビアミュージックエンタテインメント株式会社（1～5, 7～11, 14）
音源提供：キングレコード株式会社（6, 12, 13, 15～17）、芸音レコ―ド株式会社（18）
| 曲順 | タイトル                       | アーティスト     | ジャンル |
| ---- | ------------------------------ | ---------------- | -------- |
| 1    | 白い色は恋人の色               | ベッツイ&クリス  |          |
| 2    | 花のように                     | ベッツイ&クリス  |          |
| 3    | 坊や大きくならないで           | マイケルズ       |          |
| 4    | 風に吹かれて行こう             | やまがたすみこ   |          |
| 5    | 白いサンゴ礁                   | ズー・ニー・ヴー |          |
| 6    | 白いブランコ                   | ビリーバンバン   |          |
| 7    | 結婚するって本当ですか         | ダ・カーポ       |          |
| 8    | ガンダーラ (曲)                | ゴダイゴ         |          |
| 9    | ビューティフル・ネーム         | ゴダイゴ         |          |
| 10   | 銀河鉄道999 (ゴダイゴの曲)     | ゴダイゴ         |          |
| 11   | 太陽がくれた季節               | 青い三角定規     |          |
| 12   | どうぞこのまま                 | 丸山圭子         |          |
| 13   | ケンとメリー～愛と風のように～ | BUZZ             |          |
| 14   | バスルームから愛をこめて (曲)  | 山下久美子       |          |
| 15   | 雨が空から降れば               | 小室等           |          |
| 16   | だれかが風の中で               | 上條恒彦         |          |
| 17   | 出発の歌                       | 上條恒彦＆六文銭 |          |
| 18   | さよならをするために           | ビリーバンバン   |          |

### DISC5
音源・製造：株式会社ソニー・ミュージックコミュニケーションズ（1～5, 8～13, 15, 18）
音源提供：アルファミュージック株式会社（6, 7, 14, 16, 17）
| 曲順 | タイトル                                                                            | アーティスト                   | ジャンル           |
| ---- | ----------------------------------------------------------------------------------- | ------------------------------ | ------------------ |
| 1    | 結婚しようよ （作詞・作曲：吉田拓郎） （発売日：1972年1月21日）                     | よしだたくろう                 | ニューミュージック |
| 2    | 旅の宿 （作詞：岡本おさみ／作曲：吉田拓郎） （発売日：1972年7月1日）                | よしだたくろう                 | ニューミュージック |
| 3    | 初恋 （作詞・作曲：村下孝蔵） （発売日：1983年2月25日）                             | 村下孝蔵                       | ニューミュージック |
| 4    | 少女 （作詞・作曲：五輪真弓） （発売日：1972年10月21日）                            | 五輪真弓                       | ニューミュージック |
| 5    | 岬めぐり （作詞：山上路夫／作曲：山本コウタロー） （発売日：1974年6月1日）          | 山本コウタロー＆ウィークエンド | ニューミュージック |
| 6    |                                                                                     |                                |                    |
| 7    | 学生街の喫茶店 （作詞：山上路夫／作曲：すぎやまこういち） （発売日：1972年6月20日） | ガロ                           | ニューミュージック |
| 8    | 白い冬 （作詞：工藤忠幸／作曲：山木康世） （発売日：1974年9月21日）                 | ふきのとう                     | ニューミュージック |
| 9    | 冬が来る前に （作詞：後藤悦治郎／作曲：浦野直） （発売日：1977年11月1日）           | 紙ふうせん                     | ニューミュージック |
| 10   | 地下鉄にのって （作詞：岡本おさみ／作曲：吉田拓郎） （発売日：1972年11月21日）      | 猫                             | ニューミュージック |
| 11   | 『いちご白書』をもう一度 （作詞・作曲：荒井由実） （発売日：1975年8月1日）          | バンバン                       | ニューミュージック |
| 12   | SACHIKO （作詞：小泉長一郎／作曲：ばんばひろふみ） （発売日：1979年9月21日）        | ばんばひろふみ                 | ニューミュージック |
| 13   | きみの朝 （作詞：岡本おさみ／作曲：岸田敏志） （発売日：1979年3月21日）             | 岸田智史                       | ニューミュージック |
| 14   | あの頃のまま （作詞・作曲：松任谷由実） （発売日：1979年7月）                       | ブレッド&バター                | ニューミュージック |
| 15   | 恋人よ （作詞・作曲：五輪真弓） （発売日：1980年8月21日）                           | 五輪真弓                       | ニューミュージック |
| 16   | 卒業写真 （作詞・作曲：荒井由実） （発売日：1975年2月5日）                          | ハイ・ファイ・セット           | ニューミュージック |
| 17   | 翼をください （作詞：山上路夫／作曲：村井邦彦） （発売日：1971年2月5日）            | 赤い鳥                         | フォーク・ロック   |
| 18   | 酒と泪と男と女 （作詞・作曲：河島英五） （発売日：1976年6月25日）                   | 河島英五                       | ニューミュージック |